# Philodendron kroemeri
Philodendron kroemeri är en kallaväxtart som beskrevs av Thomas Bernard Croat. Philodendron kroemeri ingår i släktet Philodendron och familjen kallaväxter.
Artens utbredningsområde är Bolivia. Inga underarter finns listade.